# Torfbahn im Wurzacher Ried
| Torfbahn Wurzacher Ried | Torfbahn Wurzacher Ried |
| ----------------------- | ----------------------- |
| Ein Zug der Feldbahn    |                         |
| Streckenlänge:          | 1,5 km                  |
| Spurweite:              | 600 mm (Schmalspur)     |
|                         |                         |

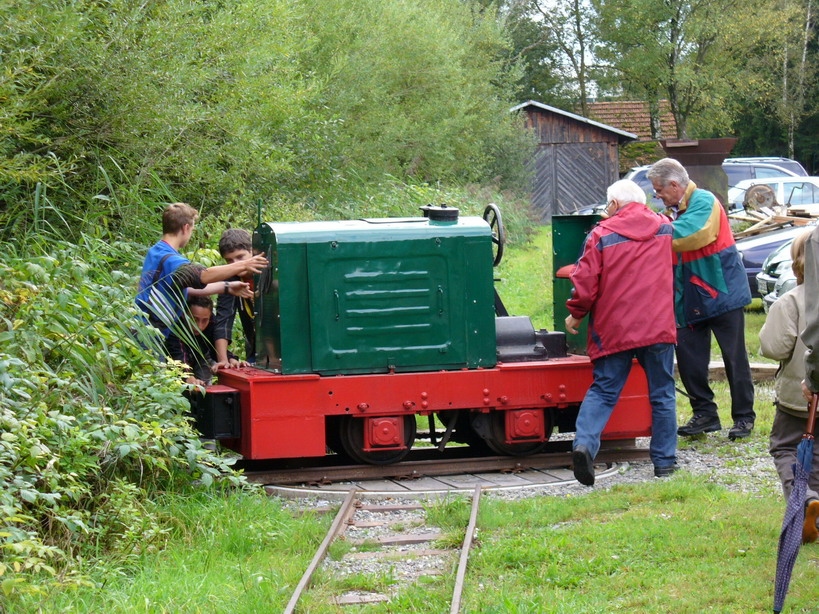
Drehscheibe

Die Torfbahn im Wurzacher Ried ist eine öffentliche Feldbahn im Wurzacher Ried in Baden-Württemberg. Sie fährt durch das Ried, das als eines der größten noch zusammenhängenden Hochmoorgebiete Mitteleuropas gilt.
Ihre Gleise nutzen die Trasse der 1920 angelegten und 1991 abgebauten Feldbahn des Haidgauer Torfwerks, von der noch Reste der Entladeanlage erhalten sind.
Von April bis Oktober werden an je zwei Tagen im Monat auf drei Fahrten bei etwa 50-minütiger Fahrtdauer etwa 50 bis 60 Personen von unterschiedlichen Feldbahnlokomotiven unter der Trägerschaft des Kultur- und Heimatpflegevereins „Wurzen“ auf Teilen der Trasse des Zeiler Torfwerks befördert, dessen Gleise 500 Millimeter Spurweite hatten.
Unter anderem gibt es eine Jung-Lokomotive sowie eine offene Feldbahndiesellok des Herstellers Hermann Hald in Stuttgart. Die 1,5 Kilometer lange Strecke, ausgehend vom Zeiler Torfwerk, über den Achkanal bis zum Stuttgarter See und darüber hinaus bis zum Haidgauer Torfwerk, soll den jährlich mehr als 10000 Fahrgästen das Leben und Werken im Wurzacher Ried vermitteln.
Zu sehen sind alte Torfwerke und Torfstiche; die Gräben sind heute noch Teil der Feldbahnstrecke. Ebenso sind historische Transportwagen aus der Zeit um die Jahrhundertwende sowie Maschinen zur Verladung zu besichtigen.